# Heteroponera carinifrons
Heteroponera carinifrons este o specie de furnică din genul "Heteroponera", endemică pentru Chile. A fost descrisă de Mayr în 1887.